# Альципа рудовола
Альци́па рудовола (Schoeniparus rufogularis) — вид горобцеподібних птахів родини Pellorneidae. Мешкає в передгір'ях Південної і Південно-Східної Азії.

## Опис
Довжина птаха становить 12-13 см. Верхня частина тіла коричнева, боки сіро-коричневі, нижня частина тілі білувата, на грудях каштановий "комірець". Лоб і тім'я рудуваті, скроні чорнуваті, над очима довгі білі "брови", навколо очей білі кільця.

## Підвиди
Виділяють шість підвидів:
- S. r. rufogularis (Mandelli, 1873) — східні Гімалаї;
- S. r. collaris (Walden, 1874) — північно-східна Індія, схід Бангладеш, північно-західна М'янма;
- S. r. major Baker, ECS, 1920 — північно-східна М'янма, північний і східний Таїланд, північ центрального Лаосу;
- S. r. stevensi Kinnear, 1924 — південний Китай, північно-східний Лаос, північний В'єтнам;
- S. r. kelleyi Bangs & Van Tyne, 1930 — центральний В'єтнам;
- S. r. khmerensis Meyer de Schauensee, 1938 — південно-східний Таїланд і південно-західна Камбоджа.

## Поширення і екологія
Рудоволі альципи мешкають в Індії, Бутані, Бангладеш, Китаї, М'янмі, Таїланді, Лаосі, В'єтнамі і Камбоджі. Вони живуть в тропічних лісах, бамбукових і чагарникових заростях. Зустрічаються на висоті до 1100 м над рівнем моря. Живляться дрібними безхребетними, яких шукають в густому підліску. Сезон розмноження в Індії триває з березня по червень. В кладці 3-4 яйця.